# Adam Garcia
Adam Gabriel Garcia (ur. 1 czerwca 1973 w Wahroonga) – aktor filmowy, teatralny i telewizyjny, piosenkarz i tancerz. 

## Życiorys
Urodził się w Wahroonga, w Nowej Południowej Walii w Australii. Jego ojciec, Fabio Benjamin Garcia, pochodził z Kolumbii. Jego matka, Jean Balharry, to Australijka. Uczył się w prestiżowym Capital Dance Studio w Sydney. W latach 1985–1991 uczęszczał do szkoły Knox Grammar, a po jej ukończeniu zaczął studiować biologię i chemię na uniwersytecie. Rok później, w 1992, opuścił uczelnię, by rozpocząć karierę tancerza. Wystąpił w przedstawieniu Hot Shoe Shuffle (1994), z którym podróżował po całej Australii i dotarł wreszcie do londyńskiego teatru Queens. 
Postanowił pozostać w Wielkiej Brytanii, a w kwietniu 1995 pojawił się na scenie jako Doody w musicalu Grease. Następnym spektaklem była adaptacja Ptaśka (1996-1997) Williama Whartona w Plymouth. Zdobył uznanie w oczach krytyki rolą Tony'ego Manero w londyńskiej inscenizacji Gorączki sobotniej nocy na West Endzie. Wziął udział w nagraniach musicali Hair (jako Wolf) i Skrzypek na dachu (jako Perczyk). Za rolę Tony'ego Manero w teatralnej wersji musicalu Gorączka sobotniej nocy na scenie London Palladium (od kwietnia 1998 do kwietnia 1999) zdobył nominację do nagrody Oliviera. We wrześniu 2000 wystąpił podczas uroczystości otwarcia Letnich Igrzysk Olimpijskich w Sydney.
Na dużym ekranie debiutował epizodyczną rolą w biograficznym filmie o Oscarze Wilde, genialnym poecie i prozaiku angielskim Wilde (1997). Rok potem trafił na szklany ekran w angielskim serialu Dream Team (1998). Prawdziwy przełom w jego karierze nastąpił dopiero w 2000, kiedy zagrał postać Kevina O'Donnella, kucharza z nowojorskiej restauracji serwującej hamburgery w melodramacie muzycznym Wygrane marzenia (2000). Następnie zagrał główną rolę w komedii 20th Century Fox Pierwsze 20 milionów (2002). Użyczył głosu tytułowemu bohaterowi australijskiej komedii przygodowej Kangur Jack (2004).
Jego singel z coverem piosenki pt. „Night Fever” zespołu Bee Gees z musicalu Saturday Night Fever znalazł się na miejscu 15 brytyjskiej listy przebojów w 1998. Jest współzałożycielem grupy tanecznej Tap Dogs.

## Wybrana filmografia
- 2014: Ale szopka 3: Koleś, gdzie jest mój osiołek?! (Nativity 3: Dude, Where’s My Donkey?) jako Bradley Finch
- 2005: Doctor Who (serial) jako Alex
- 2004: Fascination jako Scott Doherty
- 2004: Wyznania małoletniej gwiazdy jako Stu Wolff
- 2004: Love's Brother jako Gino Donnini
- 2004: Panna Marple (Marple, serial) jako Raymond Starr
- 2003: Kangur Jack (Kangaroo Jack) jako głos kangura Jacka
- 2002: Pierwsze 20 milionów (The First $20 Million Is Always the Hardest) jako Andy
- 2001: Chłopaki mojego życia (Riding in Cars with Boys) jako Jason D'Onofrio
- 2000: Wygrane marzenia (Coyote Ugly) jako Kevin O'Donnell
- 2000: Faceci w butach (Bootmen) jako Sean Odken
- 1998: Dream Team (serial) jako Noah
- 1997: Wilde. Historia pisarza (Wilde) jako Jones